# 梅斯兰丁 (新泽西州)
梅斯兰丁（Mays Landing）位于美国新泽西州南部，是大西洋县的县治。
根据2000年美国人口普查，共有2,321人，其中白人占91.25%、非裔美国人占5%。